# Hajibala Abutalybov
Hajibala Ibrahim oglu Abutalybov (azerí: Hacıbala İbrahim oğlu Abutalıbov, n. Turkmenbashi, República de Turkmenistán, 13 de mayo de 1944) es un político y físico turcomano-azerí.
Está casado y tiene dos hijos.
Se licenció con un grado de Física en 1965 por la Universidad Estatal de Bakú (Azerbaiyán).
En 1969 se trasladó a Rusia para estudiar, al ser inscrito en el programa de posgrado del Instituto Físico-Técnico Ioffe de la Academia de Ciencias de Rusia en la ciudad de San Petersburgo.
Unos pocos años más tarde, en 1976 recibió su doctorado y en 1987 defendió su tesis doctoral.
Al cabo del tiempo en 1995, fue el Jefe del laboratorio en el Departamento de Física de la Academia Nacional de Ciencias de Azerbaiyán y en ese mismo año entró en el mundo de la política haciéndose miembro del partido Nuevo Azerbaiyán (YAP) y pasó a ser el Jefe del poder ejecutivo del distrito de Surakhani en Bakú, cargo que mantuvo hasta 1999.
En el 2000 dio el salto a la política nacional, tras haber sido nombrado por el primer ministro del país Artur Rasizade como vice primer ministro de la República de Azerbaiyán.
Un año más tarde se postuló como líder en las elecciones locales de 2001 y tras obtener la victoria, en sucesión de Rafael Allahverdiyev. Fue el nuevo alcalde de la ciudad de Bakú, desde el día 30 de enero de ese año, hasta el 15 de noviembre de 2018.

## Condecoraciones
| Distinción                                 | Período            | Lugar                   |
| Premio Hombre del Año                      | 2000               | República de Azerbaiyán |
| Medalla de la Orden de Honor de Azerbaiyán | 13 de mayo de 2014 | República de Azerbaiyán |

## Imágenes

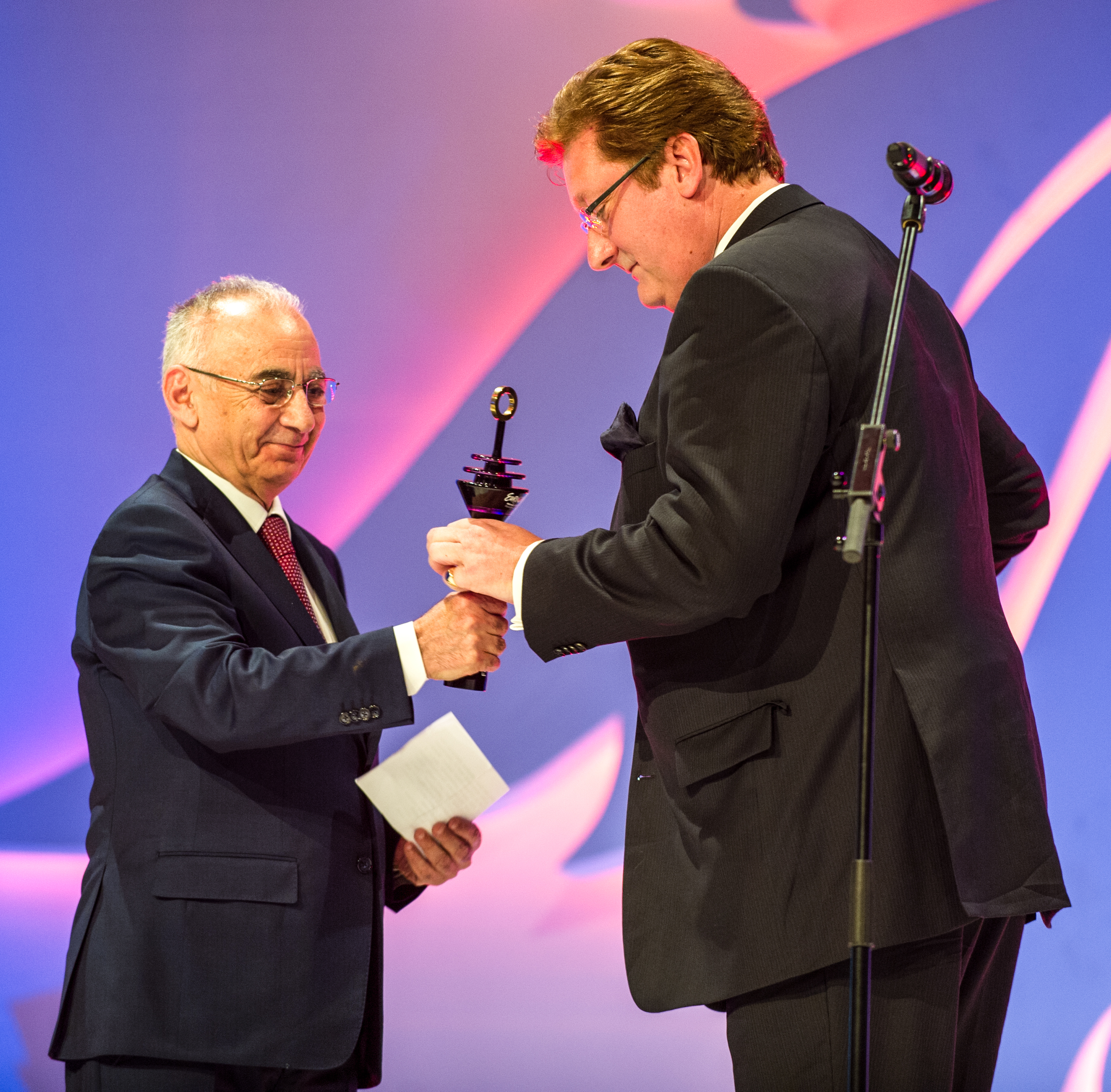
Hacıbala Abutalıbov (izquierda) junto al Alcalde de Düsseldorf, Dirk Elbers en la semifinal de Eurovisión 2012.
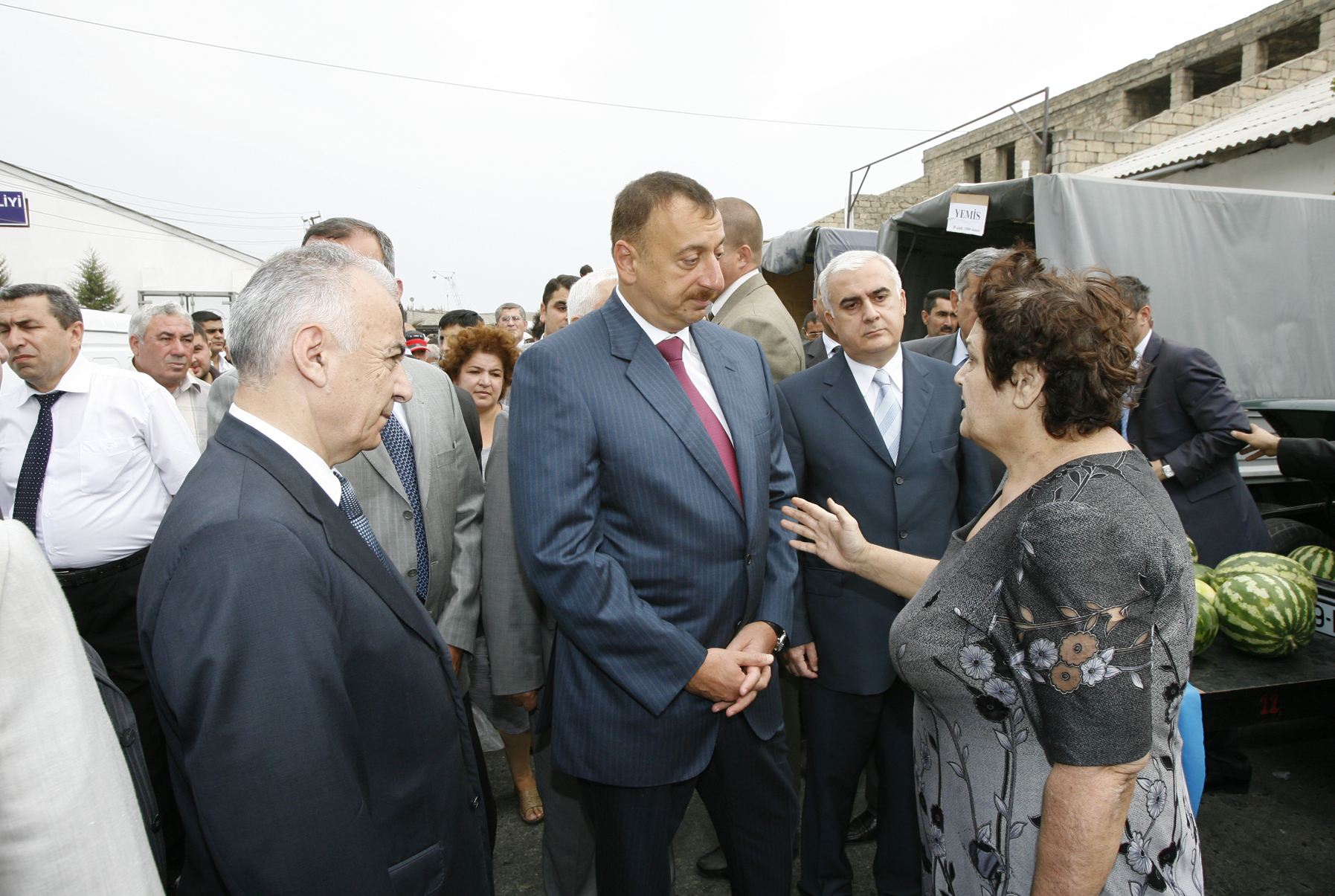
Hacıbala Abutalıbov (izquierda) en un mercado, junto al Presidente İlham Əliyev (centro) y el Primer Ministro Adjunto Ismat Abasov.